# Marcelo Páez Cubells
Marcelo Páez Cubells (n. Argentina, Mendoza; 20 de noviembre de 1973) es un director, guionista y productor de cine argentino.

## Biografía
Marcelo Páez Cubells, viaja a Estados Unidos para estudiar cine en Miami International University of Art and Design Archivado el 15 de septiembre de 2013 en Wayback Machine. y en 2003 se recibe de licenciado en Artes Cinematográficas. En sus comienzos, se desempeñó como asistente de producción en diversos videoclips estadounidenses. En 2009 decide regresar a la Argentina y comienza a trabajar escribiendo guiones, entre los que se destaca "Boogie, el aceitoso", la cual se estrenó ese mismo año. Posteriormente, funda su propia productora: "De Mente Producciones" (enlace roto disponible en Internet Archive; véase el historial, la primera versión y la última)., donde comienza a trabajar en la dirección y el guion de lo que es su ópera prima: "Omisión", la cual tiene como fecha de lanzamiento el próximo 28 de noviembre.

## Filmografía

### Como director
- Bruja (2019)
- Baires (2015)
- Omisión (2013)

Nota de rodaje.
Nota Omisión.

### Como guionista
- Omisión (2013)
- Boogie, el aceitoso (2009)